# Kleinzell im Mühlkreis
Kleinzell im Mühlkreis – gmina w Austrii, w kraju związkowym Górna Austria, w powiecie Rohrbach. Liczy 1516 mieszkańców (1 stycznia 2015).